# Sankt Thomas
Sankt Thomas település Ausztriában, Felső-Ausztria tartományban, a Grieskircheni járásban, területe 6,1 km².

## Fekvése
Tengerszint feletti magassága 393 méter. Sankt Thomas Prambachkirchen, Sankt Marienkirchen an der Polsenz, Pollham és Michaelnbach településekkel határos.

## Népesség
Lakosainak száma 545 fő (2018. január 1.).